# 托马斯·马尔萨斯
托马斯·罗伯特·马尔萨斯 FRS（1766年2月13日—1834年12月23日），英国牧师、人口学家和政治经济学家。其代表作《人口学原理》至今在社会学和经济学领域仍有争论，但影響深遠。

## 生平
马尔萨斯出生于一个富有的家庭。他的父亲丹尼尔是哲学家、怀疑论者大卫·休谟和让-雅克·卢梭的朋友。马尔萨斯年幼时在家接受教育，直到1784年被剑桥大学耶稣学院录取。他在那里学习了许多课程，并且在辩论、拉丁文和希腊文课程中获奖。他的主修科目是数学。1791年他获得硕士学位，并且在两年后当选为耶稣学院院士。1797年他被按立为圣公会的乡村牧师。其父親受到威廉·戈德溫的啟蒙思想影響，主張改變社會制度可以解決社會問題，馬爾薩斯在此議題上抱持反對的悲觀立場，為反駁父親之論說，於1798年匿名出版人口論，書籍全名為「影響社會將來改善的人口原理論說，並評戈德溫等學者的學說」，於1803年遊歷歐洲後再版「人口論」。
马尔萨斯于1804年结婚，并且养育了三个孩子。1805年他成为英国第一位（也可能是世界上第一位）政治经济学教授，执教于东印度公司学院。他的学生亲切地称呼他为“人口”马尔萨斯。
他與另一位經濟學大師李嘉圖在純學術與公共經濟政策上有許多爭論，不過兩人的爭執僅限於君子之爭，事實上兩人在因報章上的論戰熟識對方之後還成為了摯友，兩人的著名爭論在於是否該廢除英國穀物法，馬爾薩斯站在地主階級的角度主張「地租是上天的恩賜」，高穀價伴隨的高地租所引發的土地開發是有價值的；李嘉圖則是站在新興資本家與勞工階級主張「地租是自然的吝嗇」，因為禁止穀物進口而投資開發的邊際土地是沒有效率的。
1833年以前，马尔萨斯拒绝肖像绘画，因为他有兔唇。这个缺陷后用手术矫正，他还被看作是个英俊的人。他口腔内上颚左侧有裂缝，影响说话。这一先天缺陷在他的家族中很常见。
1834年，他因心臟病在岳父家中死去，死后葬于英格兰的巴斯修道院。

## 人口学原理

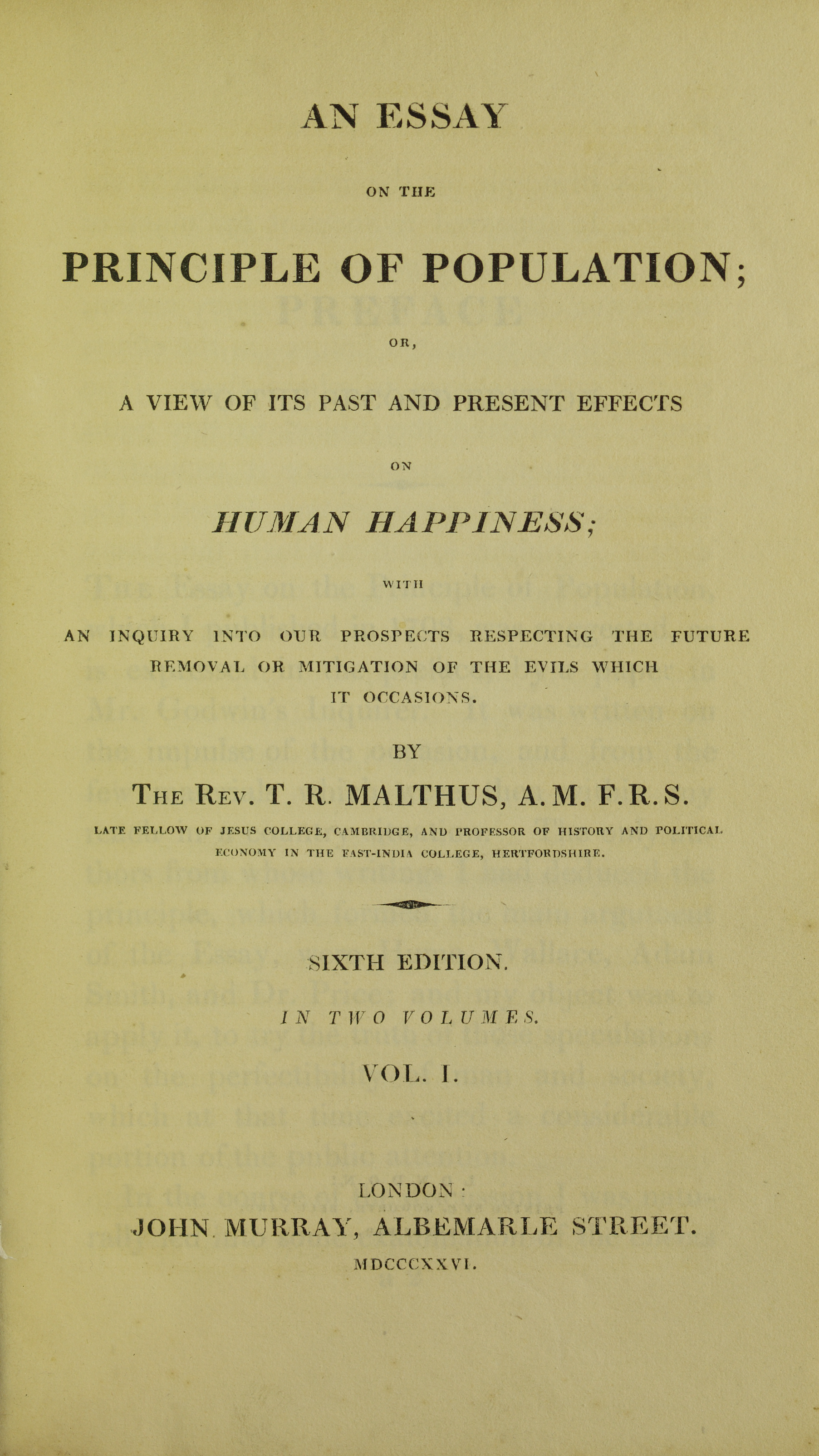
《人口學原理》封面

马尔萨斯的思想很大程度是对他的父亲及其朋友们（如让-雅克·卢梭）的乐观思想的反动。他的一些文章也是对馬奎斯·孔多塞的回应。在1798年发表的《人口学原理》中，马尔萨斯作出一个著名的预言：人口增长超越食物供应，会导致人均占有食物的减少。
The power of population is so superior to the power of the earth to produce subsistence for man, that premature death must in some shape or other visit the human race. The vices of mankind are active and able ministers of depopulation. They are the precursors in the great army of destruction; and often finish the dreadful work themselves. But should they fail in this war of extermination, sickly seasons, epidemics, pestilence, and plague, advance in terrific array, and sweep off their thousands and tens of thousands. Should success be still incomplete, gigantic inevitable famine stalks in the rear, and with one mighty blow levels the population with the food of the world.
人口学原理的基本思想是：如没有限制，人口是呈几何速率（即：2，4，8，16，32，64，128等）增长，而食物供应呈算术速率（即：1，2，3，4，5，6，7等）增长。只有自然原因（事故和衰老），灾难（战争，瘟疫，及各类饥荒），道德限制和罪恶（马尔萨斯所指包括杀婴，谋杀，节育和同性恋）能够限制人口的过度增长。参见马尔萨斯灾难。
马尔萨斯倾向于用道德限制（包括晚婚和禁欲）手段来控制人口增长。然而值得注意的是，马尔萨斯建议只对劳动群众和贫困阶级采取这样的措施。那么根据他的理论，较低的社会阶层对于社会弊病要承担较大的责任。这就从根本上导致了推动立法手段使英国的穷人生存状况更为恶化，但也减缓了贫困人口的增长。
马尔萨斯自己注意到许多人误用他的理论，痛苦地阐明他没有仅仅预测未来的大灾难。他辩解道，“⋯⋯周期性灾难持续存在的原因自人类有史以来就已经存在，目前仍然存在，并且将来会继续存在，除非我们的大自然的物理结构发生决定性的变化。”因此，马尔萨斯认为他的《人口学原理》是对人类过去和目前状况的解释，以及对我们未来的预测。
此外，许多人辩驳道，马尔萨斯没有认识到人类有能力增加食物供应。关于这个论题，马尔萨斯写道，“将人类与其他动物相区别的主要特性是人的生存能力，和具有大量增加生存手段的能力。”

## 马尔萨斯的进化学说
马尔萨斯的《1798论文》表达了以下八个主要观点：
1. 人口数量严重受限于生存手段
2. 当生存手段增加后，人口也相应增加
3. 人口压力刺激生产增长
4. 生产增长反过来也刺激人口增长
5. 从长远来看，生产增长不能与人口的增长潜力保持同步，人口数量与供养能力之间必将出现巨大裂痕
6. 性、劳动和子女等影响人口和生产力的诸多因素由个人的收支决定所影响
7. 当人口增长超过供养能力时，正面的抑制因素会发挥作用
8. 这些抑制因素的本质将对生物社会系统的其他部分产生影响

## 影响
在东印度公司学院，马尔萨斯发展出一套需求供应失衡理论，他称之为过剩，反對供給自創需求的賽伊定律。在当时这被看做荒唐的理论，却是后来有关大萧条的一系列经济理论的先驱，他的崇拜者、经济学家约翰·梅纳德·凯恩斯将这个思想引入了著作。
以往高出生率被认为有利于经济，因为会提供更多的劳力。然而，马尔萨斯却从一个新的视角看待出生率，指出即使高出生率可以增加毛生产量，它更趋于降低人均生产量。该思想影响的人包括知名的经济学家大卫·李嘉图。
他的一个知名信徒是英国首相小威廉·皮特。1830年代，马尔萨斯的著作强烈地影响了辉格党人，他们改变了托利党的家长式作风，于1834年引入了《坏法修正法案》。
对马尔萨斯理论的关注也帮助了英国全国人口普查的实施。1801年，政府官员约翰·李克曼主导了第一次现代人口普查。
马尔萨斯人口理论的门徒，还包括知名的神创论者、自然神学家威廉·佩里大主教，他于1802年发表了《自然神论》。他认为马尔萨斯的人口学原理证明了神的存在。
虽然马尔萨斯反对节育，他的著作却强烈地影响了弗朗西斯·普勒斯，后者发动了“极端马尔萨斯主义运动”以推动节育。普勒斯于1822年发表了论文《人口学原理的证明》。
马尔萨斯理论对现代进化论创始人达尔文和阿尔佛雷德·华莱士产生关键影响。达尔文在他的《物种起源》一书中说，他的理论是马尔萨斯理论在没有人类智力干预的一个领域里的应用。达尔文终生都是马尔萨斯的崇拜者，称他为“伟大的哲学家”。华莱士称马尔萨斯的著作是“⋯⋯我所阅读过的最重要的书”，并把他和达尔文通过学习马尔萨斯理论，各自独立地发展出进化论，称做“最有趣的巧合”。
进化论学家们普遍认可马尔萨斯无意中对进化论做出了许多贡献。马尔萨斯对于人口问题的思考是现代进化理论的基础。马尔萨斯强化了对“有限增长”条件下“生存挣扎”的观察。由于马尔萨斯理论，达尔文认识到了生存竞争不仅发生在物种之间，而且也在同一物种内部进行。
联合国教科文组织的发起人、进化论学者和人道主义者朱利安·赫胥黎在1964年出版的著作《进化论的人道主义》中描述了“拥挤的世界”，呼吁制订“世界人口政策”。联合国人口基金会等国际组织关于地球能容纳多少人的辩论即起源于马尔萨斯。1972年罗马俱乐部发表的报告《增长的极限》和《环球2000》，送达了当时的美国总统。科幻作家艾萨克·阿西莫夫发表了许多有关人口控制的文章，反映出来自马尔萨斯的观点。

## 批评
马尔萨斯的结论被许多20世纪的经济学家所诟病。由于技术进步，大规模的人口增长并未造成马尔萨斯灾难。所以有人将其称为失败的诅咒先知。

### 社会主义者
马尔萨斯关于食物供应的算术模型被普遍拒绝，因为在过去的两个世纪里，食物供应超出了他的预期，与人口增长保持了同步。
对马尔萨斯的反对声音也来自于19世纪中叶的共产主义思想家卡尔·马克思（1867年，《资本论》）和弗里得里希·恩格斯（1844年，《政治经济学批判大纲》）。他们看来，马尔萨斯所谓人口对生产力造成压力的问题，实际上是生产力对人口的压力。换句话说，马尔萨斯把生产力低下归咎于过剩的人口，实际上是动荡的资本主义经济造成的后果，危机、失业、贫困等都是资本主义私有制统治的产物。
恩格斯称马尔萨斯的理论“⋯⋯是现存最冷酷无情、最野蛮的理论，一个摧毁了爱人如己和世界公民等所有美好词汇的、绝望的系统。”
尽管出现了1921年俄罗斯饥荒，共产主义者总的来说仍然反对马尔萨斯理论。1954年在罗马召开的联合国人口会议上，苏联代表声称，“在社会主义国家，人口过剩问题从来没有出现⋯⋯马尔萨斯理论完全是错误的。”
中华人民共和国在1950年代也曾经批判过马寅初的人口论。但从1960年代初中国大陆开始实行计划生育政策（1960年全国人民代表大会通过《1956年到1967年全国农业发展纲要》），提出“除了少数民族的地区以外，在一切人口稠密的地方，宣传和推广节制生育，提倡有计划地生育子女”，从而改变了对人口控制的观点。

### 自由主义者
奥地利经济学派的古典自由主义者反对马尔萨斯的人口理论持。他们认为人口增长和科技的进步相匹配的情况下，人口不会成为社会进步的障碍。
首先，一个广为接受的事实是，人口增长几乎从未呈指数方式，里面的变数太多，绝非一个简单的数学模型所能概括。自马尔萨斯的时代以来，人口增长率变得平缓并且是拜经济繁荣所赐。马尔萨斯生活的时代，英国人口经历了增长率变平之前的增加，而他没有研究亚洲地区的大量人口以及过去几千年出生率平缓的证据。
其次，粮食的增长也不是线性的。特别是由于社会和农业技术的进步，使粮食增长超过了人口的增长，经典例子就是二战之后的“绿色革命”。1961年印度已经滑到了饥荒边缘，但是绿色革命让大米产量提高了10倍，印度脱离了饥荒，而且人口又增长了7亿。但也有人批评这样的增长以沉重的资源负担、大量使用化肥为代价，不可持续。
马尔萨斯也没有预见到贸易全球化对于抑制粮价的作用：具有自然和经济优势的国家低成本产粮，然后运到种粮成本高的地方，从而缓解供求矛盾。一个经典的例子就是1846年英国废除限制粮食进口的《谷物法》，后果就是接下来的半个世纪里，英国粮价一跌再跌。
还有一个马尔萨斯没有预见到的趋势，是人类自发的避孕意愿——随着社会的进步，大规模，高科技的工业生产需要劳动者有较高的文化水平，而让孩子接受好教育则需要太多金钱和时间。福利制度发展使人们养儿防老的观念淡化，女性解放让很多女性选择晚婚晚育⋯⋯总之社会越发展，人们越不愿生孩子了。对此最好的说明就是发达国家生育率都很低，比如英国，现在一家平均只生1.6个孩子，而且还在下降之中。德国和俄罗斯的人口更是年年负增长。以至于很多国家出台政策鼓励生育但收效甚微。

### 天主教
天主教的经济学者拒绝接受马尔萨斯理论，批评他只不过是一个17世纪威尼斯某异端邪说的复制品。天主教百科全书写道，“⋯⋯他对人类的知识和福祉没有任何贡献，⋯⋯扩散人口过度增长的恐惧，⋯⋯适当的解决方法是寻求更好的社会和产业方式，更好的医疗保障，促进道德和宗教教育。”然而，天主教会反对节育和人口控制，这与马尔萨斯的思想相同。

### 人权组织
妇女生育权组织反对政府控制限制女性生育，认为这侵犯了女性的生育权——人权的一部分。

### 引用
1. ↑  Several sources give Malthus's date of death as 15 December 1834. See Meyers Konversationslexikon （页面存档备份，存于） (Leipzig, 4th edition, 1885–1892), "Biography" （页面存档备份，存于） by Nigel Malthus (the memorial transcription reproduced in this article). However, the article in  .  17 (第11版). London: 515. 1911. gives 23 December 1834.
2. ↑  Petersen, William. . Cambridge, Massachusetts: Harvard University Press. 1979: 19. ISBN 9780674544253.
3. ↑  Knudsen, Lara. . Vanderbilt University Press. 2006: 2. ISBN 9780826515285.

## 延伸阅读
- The Social Contract Press Vol. 8, No. 3; Spring, 1998 马尔萨斯诞辰200周年特刊
- Negative Population Growth organization 马尔萨斯诞辰200周年论文集
- National Academics Forum, Australia 1998年马尔萨斯诞辰200周年学术论坛